# Josip Šarac
Josip Šarac (Ljubuški, 24. veljače 1998.) hrvatski je reprezentativni rukometaš koji trenutno nastupa za slovenski RK Celje.
Spada u širi popis hrvatskih reprezentativaca. Hrvatski izbornik Lino Červar uvrstio ga je u travnju 2017. na popis igrača za reprezentativno okupljanje dogovoreno za početak svibnja 2017. godine.
S kadetskom reprezentacijom Hrvatske osvojio drugo mjesto na europskom prvenstvu koje se održavalo u Hrvatskoj.
Sa seniorskom reprezentacijom osvojio je drugo mjesto na Europskom prvenstvu 2020.